# Saint-Sulpice-de-Ruffec
 Saint-Sulpice-de-Ruffec  là một xã ở tỉnh Charente phía tây nước Pháp. Xã này có diện tích 2,38 km², dân số năm 1999 là 35 người. Khu vực này có độ cao trung bình 90 mét trên mực nước biển.